# 吴樾 (革命家)

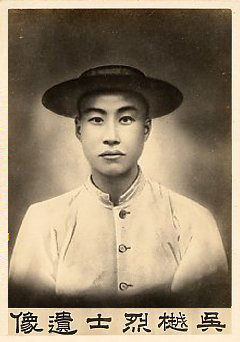

吴樾（1878年—1905年9月24日），原名吴越，字梦霞，又作孟侠，安徽桐城人，清朝末年革命家，反对清廷统治，刺殺載澤等出使五大臣時，身亡。

## 生平
吴樾1902年入保定直隶高等师范学堂，在校期间结交了赵声等人，曾经在保定创办两江公学并自任教师，还在保定创办《直隶白话报》自任主笔。他还和杨笃生等人组织北方暗杀团（军国民教育会保定支部），力主通过暗杀推动革命，并写下了《暗杀时代》。
1904年，吴樾从东北潜入北京，寄居前门外桐城会馆。他原本准备刺杀清政府中满族少壮派领袖铁良，恰逢当时清政府派载泽、徐世昌、端方、戴鸿慈、绍英等出使各国考察政治大臣出国考察，为实行君主立宪制做准备，吴樾遂改变计划，决定刺杀五大臣。吴樾和张榕、杨笃生一起开展了刺杀行动。
1905年9月24日，五大臣准备自正阳门车站出发，吴樾混入仆役之中，企图引爆炸弹与五大臣同归于尽。但因车身恰好突然震动，炸弹爆炸，吴樾当场身亡，五大臣仅受伤，其中载泽和绍英受伤较重。清政府因此事被迫推迟考察团出发时间。

## 著作
- 《吴樾遗书》

## 纪念
- 吴樾街，安徽安庆的一条街道，1929年铺设，是安徽省第一条柏油路。[6]同年由张啸岑、金慰农等人提议命名为“吴樾街”。[4]
- 吴樾公园，安徽安庆的一个公园，已不存。